# Acanthurus monroviae
Acanthurus monroviae es una especie de pez del género Acanthurus, familia Acanthuridae. Fue descrita científicamente por Steindachner en 1876.
Se distribuye por el Atlántico Oriental: desde las costas de Marruecos hasta Angola, incluidos los archipiélagos de Cabo Verde y Canarias. También registrado en el sur de España, Túnez, Argelia, Israel y Grecia. La longitud estándar (SL) es de 45 centímetros. Habita en la desembocadura de ríos y lagunas, también en fondos rocosos y coralinos. Puede alcanzar los 200 metros de profundidad.
Está clasificada como una especie marina inofensiva para el ser humano.